# Anotia formaster
Anotia formaster är en insektsart som beskrevs av Ronald Gordon Fennah 1952. Anotia formaster ingår i släktet Anotia och familjen Derbidae. Inga underarter finns listade i Catalogue of Life.